# Dalewo (województwo wielkopolskie)
Dalewo – wieś w województwie wielkopolskim, w powiecie śremskim, w gminie Śrem. Położona jest na Pojezierzu Krzywińskim, nad zachodnim brzegiem móreckiego jeziora. Większość zabudowań mieści się wzdłuż drogi do Mełpina (4068) oraz przy bezimiennych ulicach dochodzących. Przez wieś przebiega również droga wojewódzka nr 432 (Leszno – Września) około 11. kilometra od centrum Śremu.

## Nazwa
Miejscowość pierwotnie była związana z Wielkopolską. Istnieje co najmniej od drugiej połowy XII wieku i ma średniowieczną metrykę. Pierwszy zachowany zapis pochodzi z łacińskiego falsyfikatu dokumentu z 1230 gdzie pod datą 1181 odnotowano ją jako „Daleuo”, a w 1243 według kopii z 1443 „Dalewo” . W 1940 po kampanii wrześniowej niemieccy naziści włączyli Wielkopolskę do III Rzeszy i zmienili jej nazwę na Kraj Warty nadając miejscowości niemiecką, ahistoryczną nazwę Bruchtal.

## Historia
Początkowo wieś należała do opola krzywińskiego z siedzibą w Krzywiniu, które było reliktem opola - przedpaństwowej wspólnoty rodowo-terytorialnej, a w późniejszym okresie stało się administracyjnym podokręgiem kasztelanii. W 1277 Dalewo zostało odnotowane w granicach tego opola. Później wieś była własnością kościelną, własnością opactwa benedyktynów w lubiniu. W 1530 miejscowość leżała w powiecie kościańskim województwa poznańskiego w Koronie Królestwa Polskiego. Od 1367 była siedzibą własnej parafii. W 1510 należała do dekanatu Śrem.
Pierwszy zapis pochodzi z dokumentu wystawionego w 1181 (według zachowanego falsyfikatu z około 1230) przez kancelarię księcia wielkopolskiego Władysława III Laskonogiego. Dokument ten wśród posiadłości benedyktynów lubińskich wymienia m. in. wieś Dalewo podległą setnikowi kuszkowskiemu (łąc. „centurio in Chuscono” (pol. Kuszkowo koło Krzywinia). W 1258 książę wielkopolski  Bolesław Pobożny zatwierdzając powyższy przywilej, wymienił m. in. wieś Dalewo wśród posiadłości benedyktynów lubińskich. W 1277 książę wielkopolski i późniejszy król polski  Przemysł II uwolnił niektóre wsie benedektynów lubińskich z opola krzywińskiego, a w tym m. in. wieś Dalewo i postanowił, aby wsie należące do klasztoru lubińskiego stanowiły osobne opole, które będzie dawać księciu co roku wołu i krowę. W 1294 (według falsyfikatu z 1302) Przemysł II potwierdzając posiadłości benedyktynów lubińskich wymienia wśród nich także m. in. wieś Dalewo.
W 1243 biskup poznański Bogufał II odstąpił Janowi opatowi lubińskiemu dziesięciny ze wsi Cichowo oraz dziesięciny należące do katedry poznańskiej, a dotąd bezprawnie pobierane przez opatów lubińskich ze źrebiów koło Małpina (obecnie to Mełpin, Grodowo, Międzygórze, koło Dalewa, Rogozowo (obecnie Rogożewo koło Jutrosina w powiecie pyzdrskim) i Smolice koło Kobylina w powiecie pyzdrskim, a w zamian za te dziesięciny klasztor lubiński miał dawać biskupowi poznańskiemu 6 funtów kadzidła rocznie.
Z połowy XIV wieku zachował się dokument sprzedaży sołectwa w Dalewie dzięki czemu zarejestrowano informacje o mieszkańcach wsi oraz przywilejach i powinnościach sołeckich. W 1351 Andrzej opat lubiński sprzedał uczciwemu Andrzejowi sołectwo w Dalewie za 12 grzywien. Według dokumentu sprzedaży dał mu 3 łany wolne, dwa ogrody i łąkę, a ponadto prawo posiadania jedynej karczmy we wsi, oraz „pistrinum”, jatki, a także osadzenia we wsi szewca i kowala. Sołtys miał również prazwo do 1/3 opłat sądowych oraz w całości prawo do przysiężnego, opłat od obrotu nieruchomościami, prawo wypasu 100 owiec, małego polowania na zające i ptaki oraz prawo łowienia ryb w jeziorze ale wyłącznie wędą i więcierzami. Do obowiązków sołtysa należała służba opatowi na koniu wartości 1,5 grzywny. W dokumencie wspomniano, że mieszkańcy wsi mieli 6 lat wolnizny, a następnie kmiecie z każdego łanu mieli dawać rocznie 4 ćwiertnie żyta, 4 ćwiertnie owsa, dwie ćwiertnie pszenicy oraz wiardunek, a także 15 jaj, połeć słoniny wartości 4 szk. i połeć mięsa wartości 4 sk. W ramach robocizny mieli także orać dla klasztoru przez 3 dni w roku oraz w czasie sądów dać 3 posiłki (łac. „prandium”) każdego roku o wartości jednego wiardunku każdy.
W 1391 opat lubiński toczył spór sądowy z Budziwojem z Jelenczewa o jezioro (prawdopodobnie Jelenczewo) znajdujące się pomiędzy Dalewem, Mościeszycami i Jelenczewem. Dokumenty odnotowały plebanów dalewskich w latach 1367-1536. W 1367 był to Jakub, w 1396 pleban bez imienia, w latach 1420-1429 Wierzchosław, w latach 1434-1438 Jan, w latach 1444-1447 Bartłomiej, 1468-1470 Mikołaj syn sołtysa z Jerki, w 1485 Mikołaj oraz w 1536 Jan.
W 1408 odnotowana została Wojsława, sołtyska dalewska, która wygrała proces z opatem lubińskim o sołectwo we wsi na podstawie wsteczy u Mikołaja Lubiatowskiego. W 1417 skutecznie odparła przed sądem roszczenia opata lubińskiego do 35 grzywien za sołectwo w Dalewie. W 1436 Wojciech sołtys dalewski zawarł ugodę z bratankami Pawłem oraz Katarzyną, o to że obsieje ich role oraz da im 7 grzywien oraz 11 łokci sukna pod karą umowną 30 grzywien, z której 10 grzywien miało przypaść, w razie jej uiszczenia, kościołowi parafialnemu w Dalewie. W 1446 imiennie odnotowana została Katarzyna córka sołtysa dalewskiego wraz z żoną Marcina sołtysa w Bieżynie. W 1470 Mirek sołtys dalewski wraz z ławnikami Tomaszem i Miłkiem zaświadczyli, że na sądzie uczciwa Helena mieszczka ze Śremu zeznała, że otrzymała spłatę ojcowizny i macierzyzny od swej siostry i jej męża Rokity, sołtysa dalewskiego zrzekając się wszelkich praw do tego sołectwa. W 1476 opatrzny Paweł sołtys oraz ławnicy Wojciech Dzvidz, Andrzej Miłek (Mylek), Andrzej Kopania i Wojciech Sys zeznali, że pracownik Mikołaj Rolyter lub Rokita, sołtys dalewski. zapłacił Dorocie siostrzenicy swej macochy, uczciwej Stanisławy, 26 grzywien tytułem ojcowizny i macierzyzny z sołectwa w dalewskiego. W 1508 starosta generalny Wielkopolski nałożył wadium w wysokości 60 grzywien w sporze pomiędzy Mikołajem Rokitką sołtysem dalewskim, a polskim szlachcicem Piotrem Rąbińskim. W 1542 odnotowano grunty i łąki sołeckie w Dalewie położone przy granicy z Jelenczewem (obecnie Jeleńczewo).
W 1480 odnotowano wczesnogotycki ceglany kościół parafialny w Dalewie pod wezwaniem św. Wojciecha. W 1603 spalił się, a po pożarze postawiono nowy kościół. W 1610 sporządzono rysunek kościoła parafialnego w Dalewie, który przedstawia go w nowej, odbudowanej formie.
W połowie XVI wieku odnotowano spory graniczne między Dalewem, a sąsiednimi majątkami dzięki czemu odnotowana została szczegółowo okolica wsi. W latach 1539-1542 trwały spory o granicę Dalewa z Jelenczewem zakończone szczegółowym wytyczeniem granicy, która biegła od narożnika wspomnianych wsi z Wyrzeką, a narożnika znajdującego się w 1539 w pobliżu łąki zwanej „Plebanka”, a w 1542 za łąką plebana dalewskiego zwaną „Wierzbówka” (oryg. „Wyrzbowka”). Granica ta następnie szła wzdłuż suchego koryta strugi do innej strugi, przechodziła przez środek wielkiego błota zwanego „Wierzbówka” dochodząc do brodu zwanego „Jelenczewskim” gdzie przecinała drogę biegnącą z Jelenczewa do Dalewa mijając grunty sołeckie w Dalewie szła dalej pomiędzy łąkami sołeckimi w Dalewie, a błotem zwanym „Struga” do jeziora Jelenczewo, należącego do Moreckich z Mórki i Jelenczewa, gdzie znajdował się narożnik Dalewa, Jelenczewa i Mościeszyc. Narożnik ten znajdował się w pobliżu strugi zwanej „Jelenczewska” .

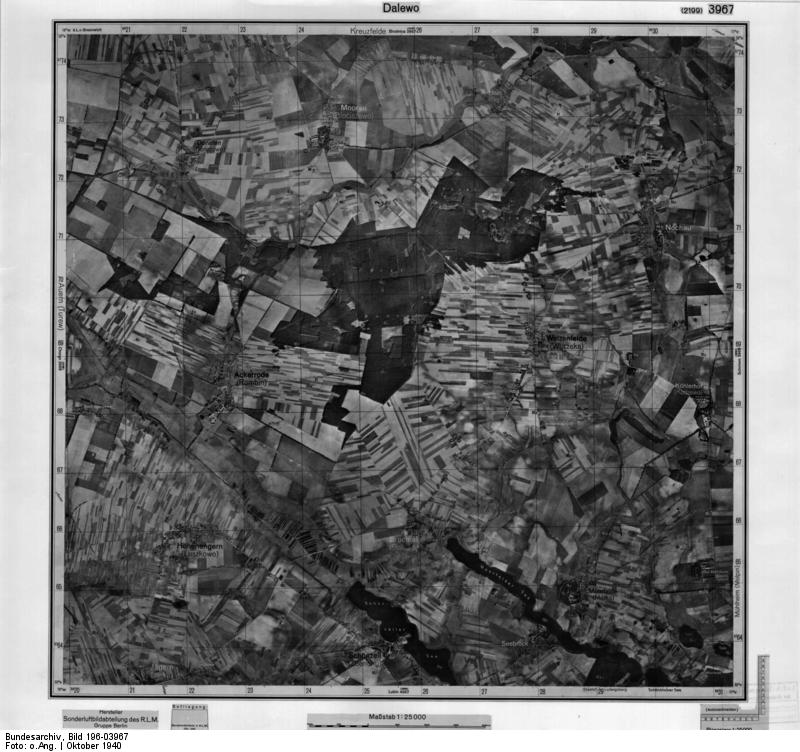
Lotnicze zdjęcie Dalewa z 1940.

Pod koniec XVI wieku leżała w powiecie kościańskim województwa poznańskiego. Wieś Daliewo położona była w 1581 roku w powiecie kościańskim województwa poznańskiego w Rzeczypospolitej Obojga Narodów. Wskutek II rozbioru Polski w 1793, miejscowość przeszła pod władanie Prus i jak cała Wielkopolska znalazła się w zaborze pruskim.
W okresie Wielkiego Księstwa Poznańskiego (1815-1848) miejscowość wzmiankowana jako Dalewo należała do wsi większych w ówczesnym pruskim powiecie Kosten rejencji poznańskiej. Dalewo należało do majątku Jerka, którego właścicielem był wówczas (1846) rząd pruski w Berlinie (w Jerce znajdował się urząd pruski). W skład majątku Jerka wchodziło łącznie 16 wsi. Według spisu urzędowego z 1837 roku Dalewo liczyło 292 mieszkańców, którzy zamieszkiwali 32 dymów (domostw).
W latach 1975–1998 miejscowość administracyjnie należała do województwa poznańskiego.

## Atrakcje turystyczne
Zabytkiem prawnie chronionym jest:
- Kościół św. Wojciecha z początku XIV wieku[6][7].

Pozostałymi obiektami z gminnej ewidencji zabytków są:
- Budynek szkoły z XIX wieku.
- Zabytkowe domy mieszkalne.
- Dwie kapliczki przydrożne: figura Matki Boskiej Niepokalanie Poczętej z 1912 naprzeciw cmentarza parafialnego oraz figura Niepokalanego Serca Matki Boskiej z 1955 przy wjeździe do wsi od strony Wyrzeki[14][15].

Świątkami przydrożnymi oprócz wymienionych kapliczek są figury Matki Boskiej Różańcowej z 1919 w parku plebanii oraz z 1980 w przeszklonej niszy wbudowanej w budynek mieszkalny, figura św. Floriana na ścianie budynku Ochotniczej Straży Pożarnej oraz trzy krzyże przydrożne.